# Župnija Dole pri Litiji
Župnija Dole pri Litiji je rimskokatoliška teritorialna župnija Dekanije Trebnje Škofije Novo mesto.